# كيكناي إيكيدا
كيكناي إيكيدا (8 أكتوبر 1864 - 3 مايو 1936) هو كيميائي ياباني وبروفيسور في جامعة طوكيو اكتشف في عام 1908 طعم أساسي في الكيمياء سماه أومامي وأصبح واحد من بين الطعمات الأساسية الخمس إلى جانب الحلو والمر والحامض والمالح.